# 志度寺
志度寺（しどじ/しどうじ）は、香川県さぬき市志度にある真言宗善通寺派の寺院。補陀洛山（ふだらくさん） 、清浄光院（せいじょうこういん）と号す。本尊は十一面観音菩薩。四国八十八箇所第八十六番札所。
- 本尊真言：おん まか きゃろにきゃ そわか
- ご詠歌：いざさらば今宵はここに志度の寺　祈りのこえを耳にふれつつ
- 納経印：当寺本尊、閻魔大王

2025年は当寺の創建1400年にて本尊特別開帳が4/26～5/25、10/4～11/3、また、5/11、10/12に柴灯護摩供が行われる。

## 概要
藤原不比等に関わる伝説は謡曲『海人』で知られる「海女の玉取り伝説」が伝えられており、境内には「海女の墓」が五輪塔群として現存する。また、浄瑠璃の『花上野誉の石碑』（志渡寺の段/しどうじのだん）などの舞台にもなっている。
また、江戸時代、当地の出身の平賀源内を長崎に遊学させるため、当時の住職が尽力したという。本堂の背後で境内の北は志度湾で瀬戸内海が広がり、ひとつ前の札所である八栗寺のある五剣山と屋島が臨める。

## 歴史
本寺の縁起によると、志度浦にたどり着いた檜の霊木を凡薗子尼（おおしそのこに、智法尼とも）が草庵へ持ち帰り安置し、その霊木から本尊・十一面観音を造立し、小さな堂を建て祀ったという。625年（推古天皇33年）のことで創建とされている。
681年（天武天皇10年）藤原不比等が堂宇を増築し「死度道場」と名づけたという。また、693年（持統天皇7年）には不比等の子・藤原房前が行基とともに堂宇を建立し、寺名を「志度寺」に改めたと伝えられている。この海辺は極楽浄土へ続いているとの信仰を伝えると『梁塵秘抄』に書かれているという。
その後、巡錫に来た、弘法大師が伽藍の修理にあたったのは弘仁年間である。
室町時代には四国管領の細川氏が代々寄進を行うことで繁栄し、室町後期になると敷地内および近隣に多くの僧坊や支院末寺を塔頭として抱えた。のちの戦乱により寺院は荒廃するも、安土桃山時代から江戸時代初期にかけて藤原氏末裔の生駒親正による支援などを得る事となり、慶長の頃には改めて「華厳坊」「常楽坊」「西林坊」「常林坊」「林蔵坊」「空圓坊」などの僧坊を復興させるに至る。1671年（寛文10年）、高松藩主松平頼重の寄進（本堂・仁王門）など、高松藩主松平氏により再興。これに伴い復興させた僧坊も様々な要因により改めて再編され複数の塔頭寺院(後述)として独立するに至る。
1923年（大正12年）5月8日、久邇宮妃俔子が、良子女王（後の香淳皇后）、信子女王と共にお成り。1925年（大正14年）12月5日には北白川宮妃富子がお成り。
1962年（昭和37年）に重森三玲による枯山水「無染庭」が造られている。

## 伽藍
ここでは、参拝順路の順番に表示する。
- 山門（仁王門）- 仁王像を安置。
- 手水舎・鐘楼堂
- 五重塔 - 高さ33 m。1973年から着工され、1975年5月に落成。地元出身の実業家竹野二郎によって寄進された。本尊は胎蔵大日如来坐像。
- 奪衣婆堂 -  奪衣婆が拝観できる。脇侍は地蔵菩薩・太山府君
- 本堂 -  毎年、7月16日と17日午前中、本尊と脇仏の開帳をし堂内を見学できる。向かって右奥には凡薗子尼像が鎮座し、宮殿の背後には大きい阿弥陀如来図が直接描かれ、本堂奥の壁には伝持の八祖の掛け軸がかかっている。
- 大師堂 -  以前は中に入れたが、納経所が移動してからは外からの参拝となった。
- 三尊仏 - 阿弥陀・薬師・観音の金属製坐像。藩主松平頼重が切腹させた家来三人を祀る。
- 閻魔堂 - 十一面閻魔大王が鎮座。毎月17日開帳。
- 三社（祠）
- 薬師堂 - 薬師如来坐像を拝観できる。
- 松風塚・椎本芳室翁文塚 - 向かって左は渡辺桃源（俳号・三千舎みちのや）のもので、右は椎本芳室（しのもとほうしつ、俳号・甘泉庵）のもので、共に平賀源内（俳号・李山）を支えた。
- 書院 - 浄瑠璃『花上野誉の石碑』の舞台となった。
- 無染庭 - 枯山水庭園。細川勝元によって完成された。納経所の中からも眺めれる。
- お辻の井戸 -  歌舞伎『花上野誉石碑』[注釈 1]に出てくるお辻が水垢離した井戸。無染庭の南側にあり。
- 曲水式庭園 - 室町時代、四国管領であった細川氏によって造成。
- 納経所

仁王門をくぐり、左側の２つ目の通路を行き手水舎と鐘楼堂の間を進むと五重塔の前に出る。その先にある奪衣婆堂を参拝後、右前に進むと本堂があり、その右に大師堂がある。大師堂を背に左に三尊仏があり、進むと閻魔堂がある、さらに進むと三社の祠を過ぎ薬師堂がある。右に曲がり左のピンク色の納骨堂を越えて左側の宝物館と書院の間を入って行くと右側に垣根に囲まれた無染庭があり前方に曲水式庭園が広がる。 無染庭の垣根に沿って右に進んだ先にお辻の井戸が前方にある。薬師堂前の参道に戻り、納経所は書院を過ぎて左手の白壁の蔵との間の小径を入って行くとある。
- 句碑 - 山頭火「月の黒鯛ぴんぴんはねるよ」が本堂の右前にある。

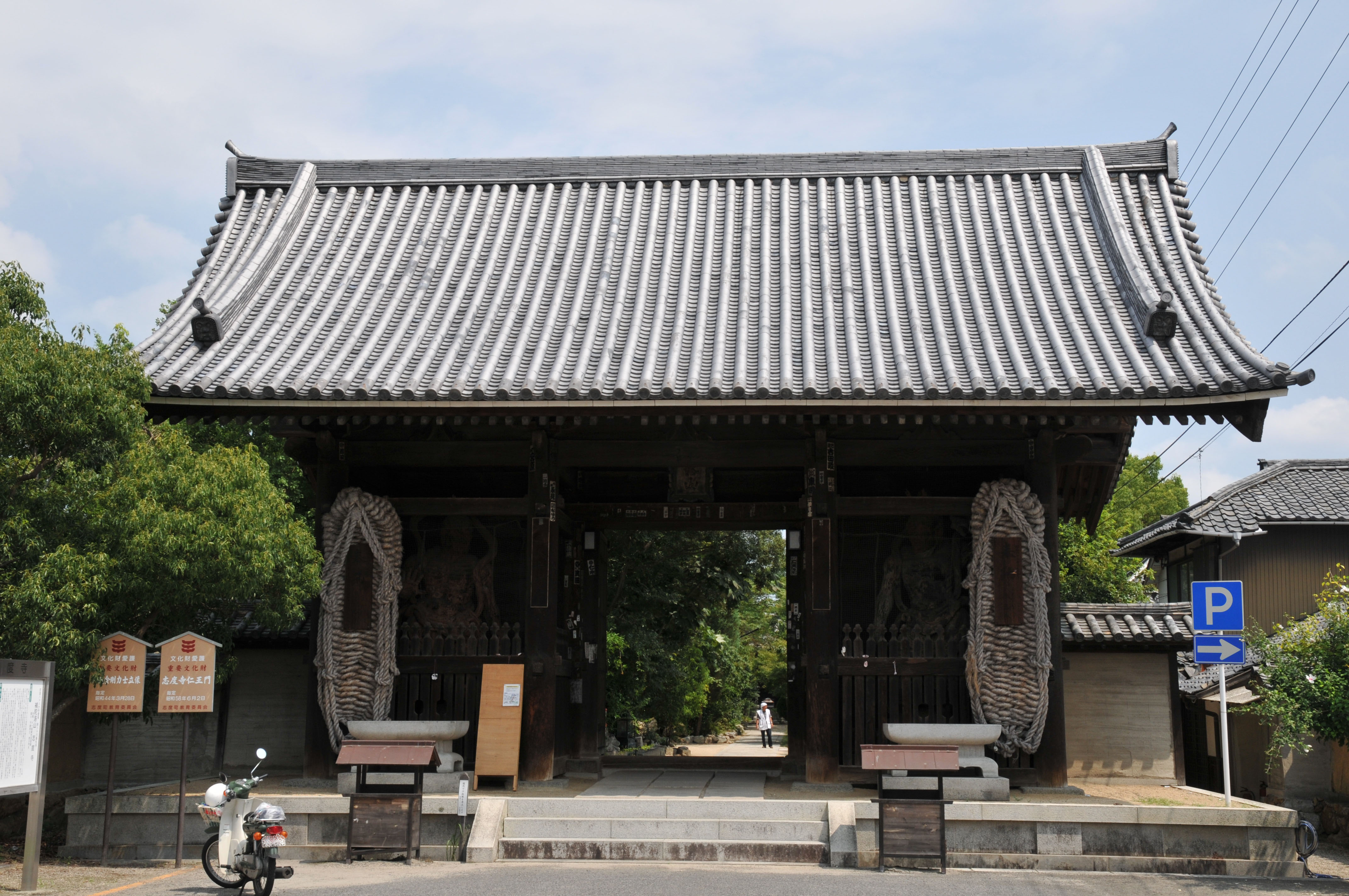
仁王門（重要文化財）
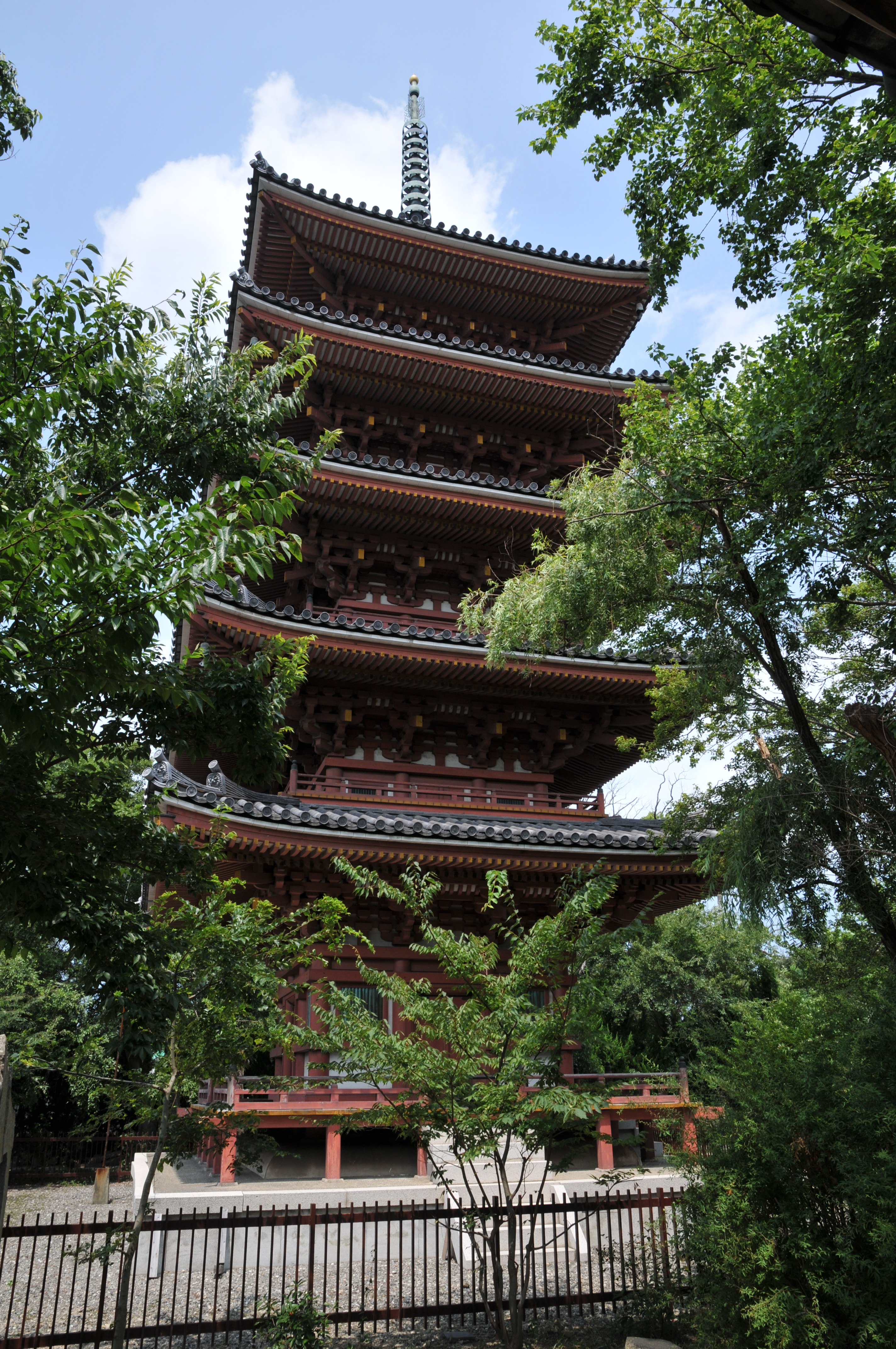
五重塔
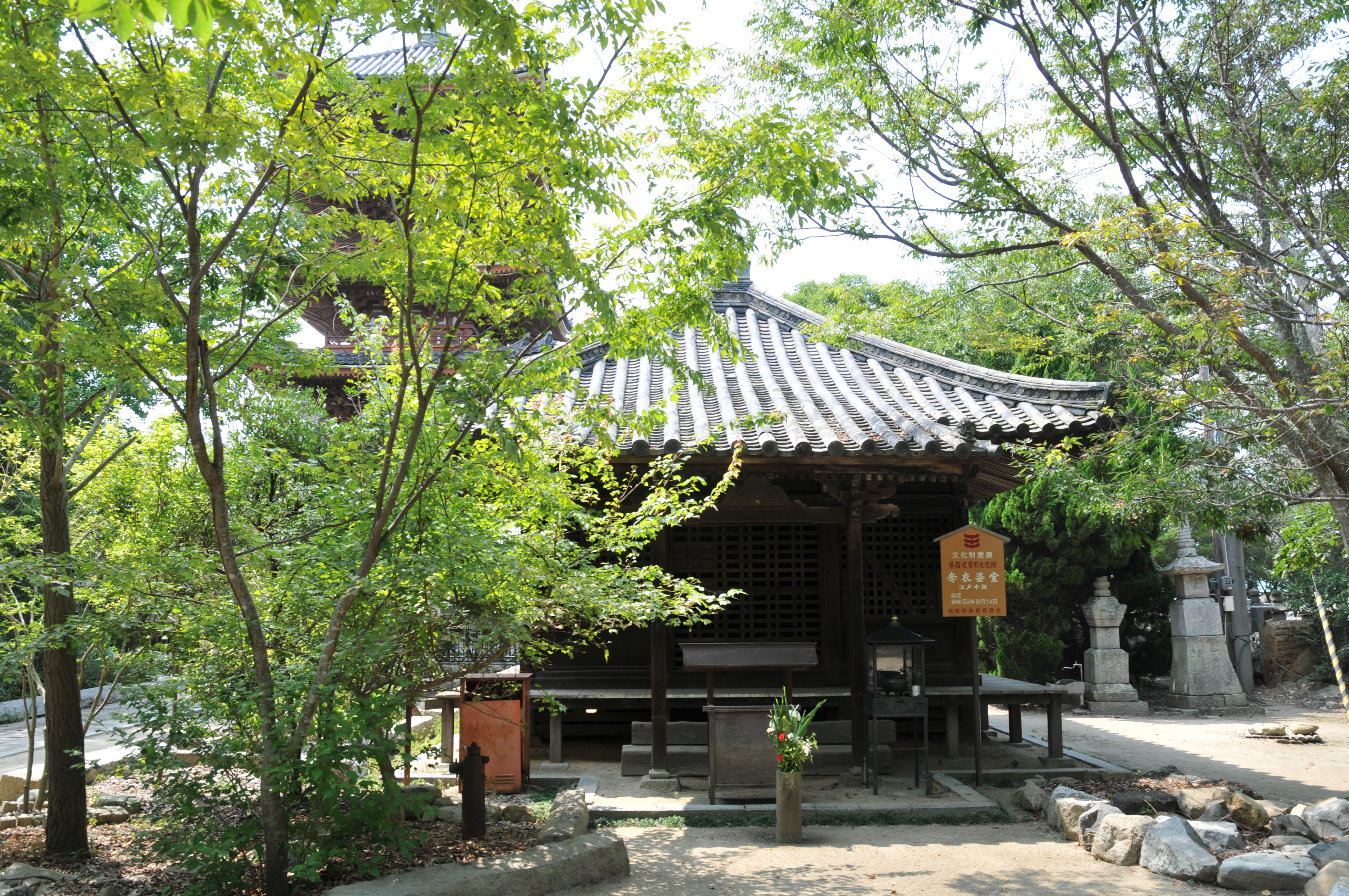
奪衣婆堂（県文化財）
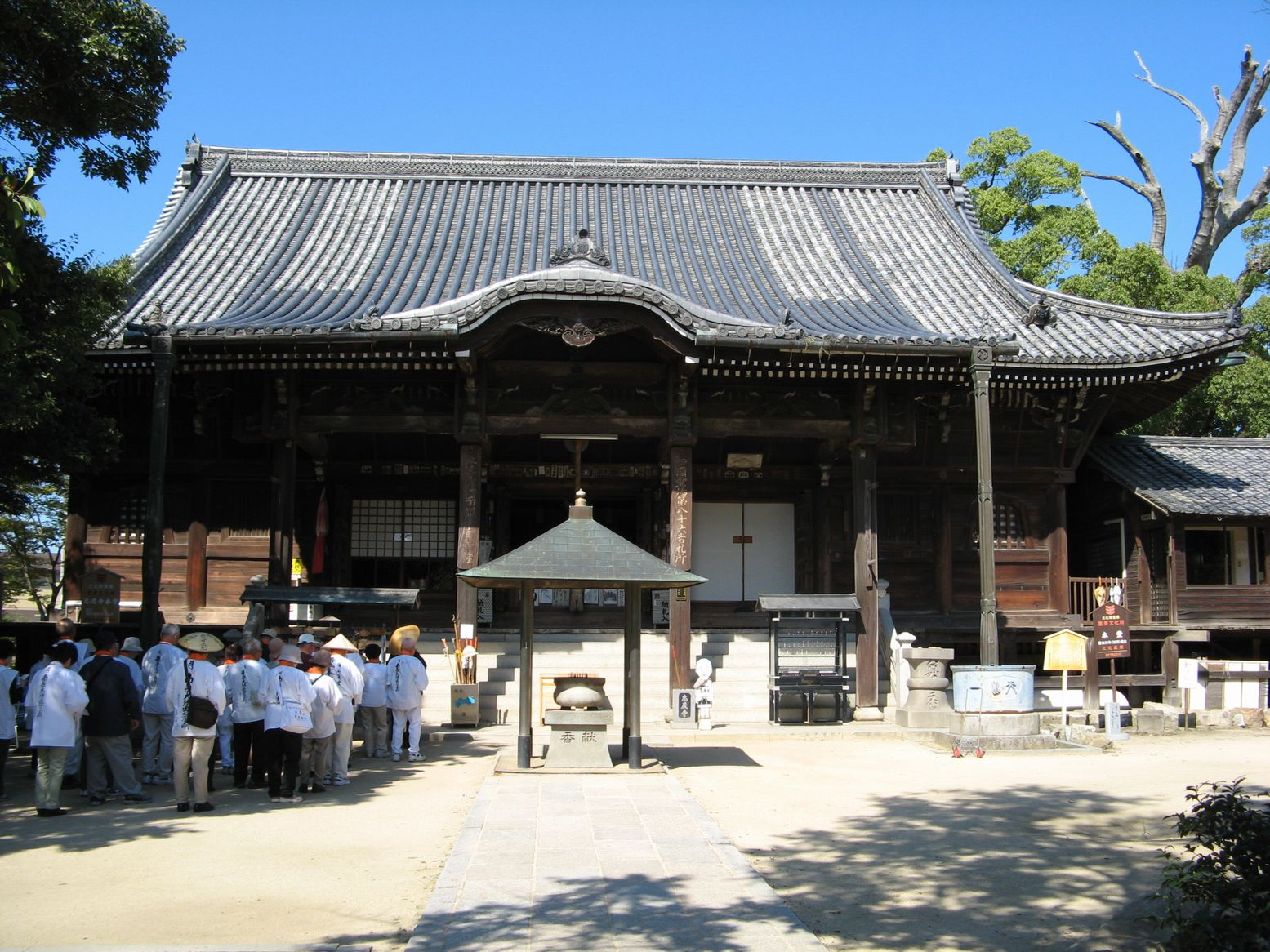
本堂（重要文化財）
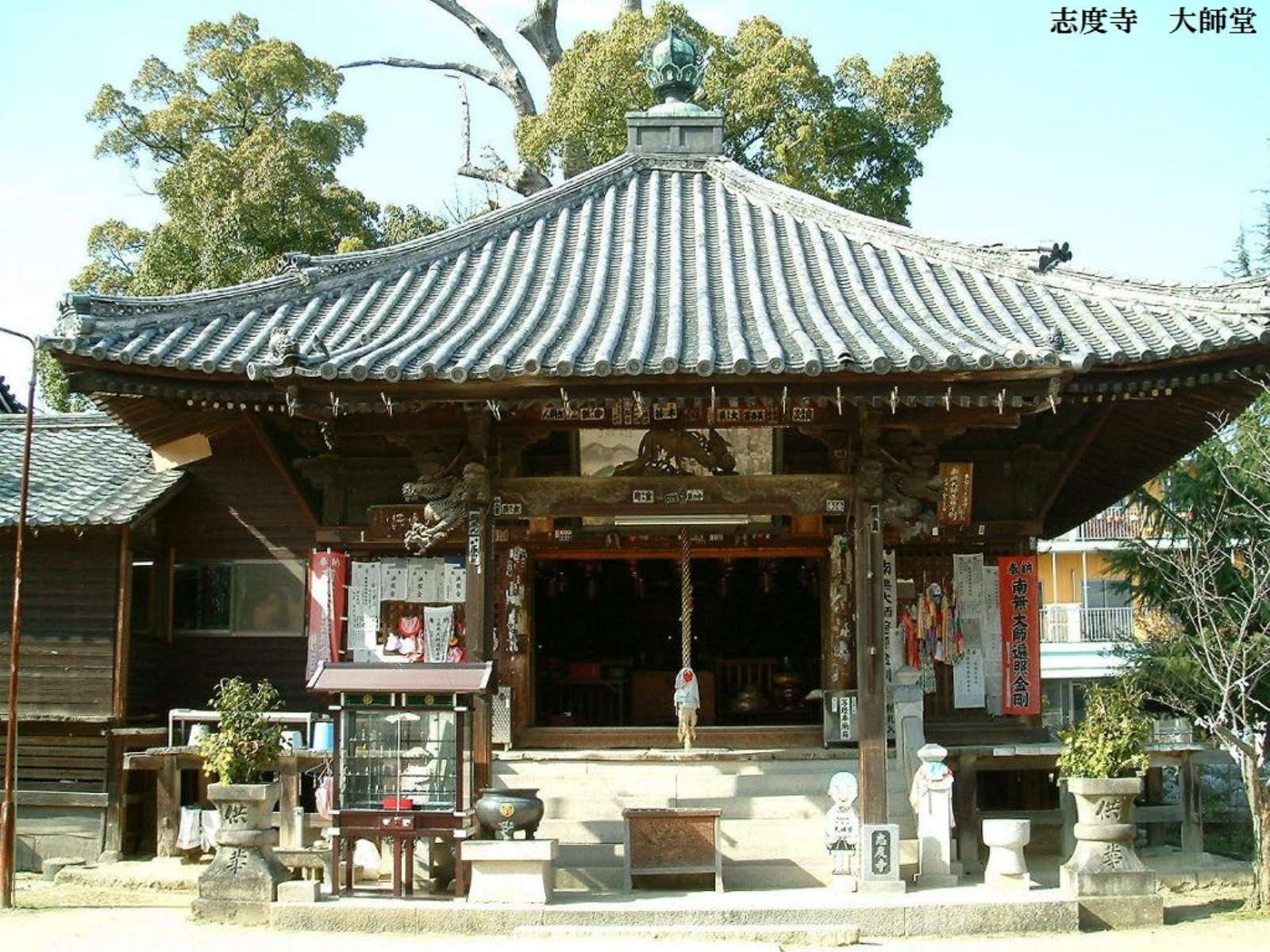
大師堂
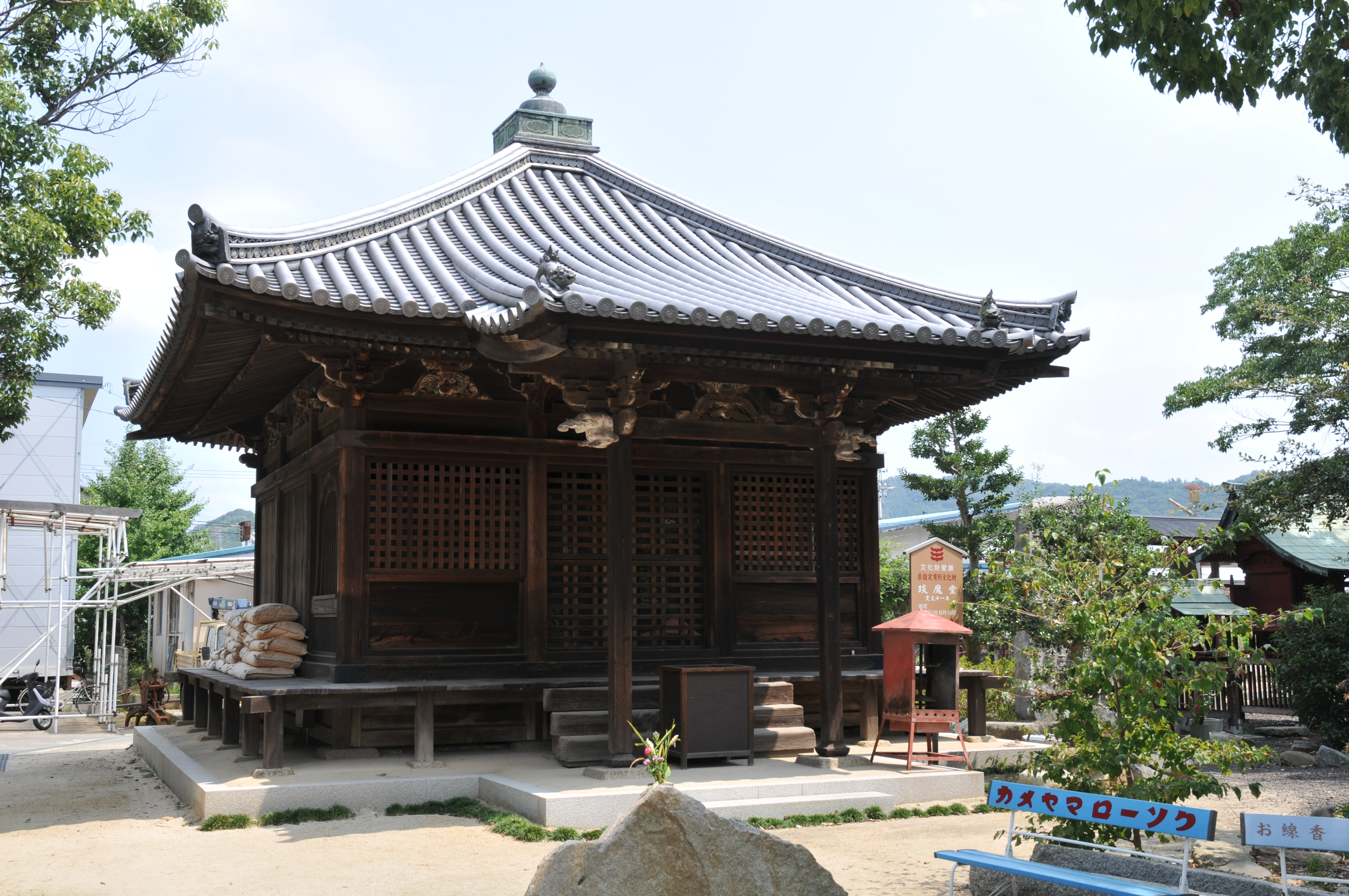
閻魔堂（県文化財）
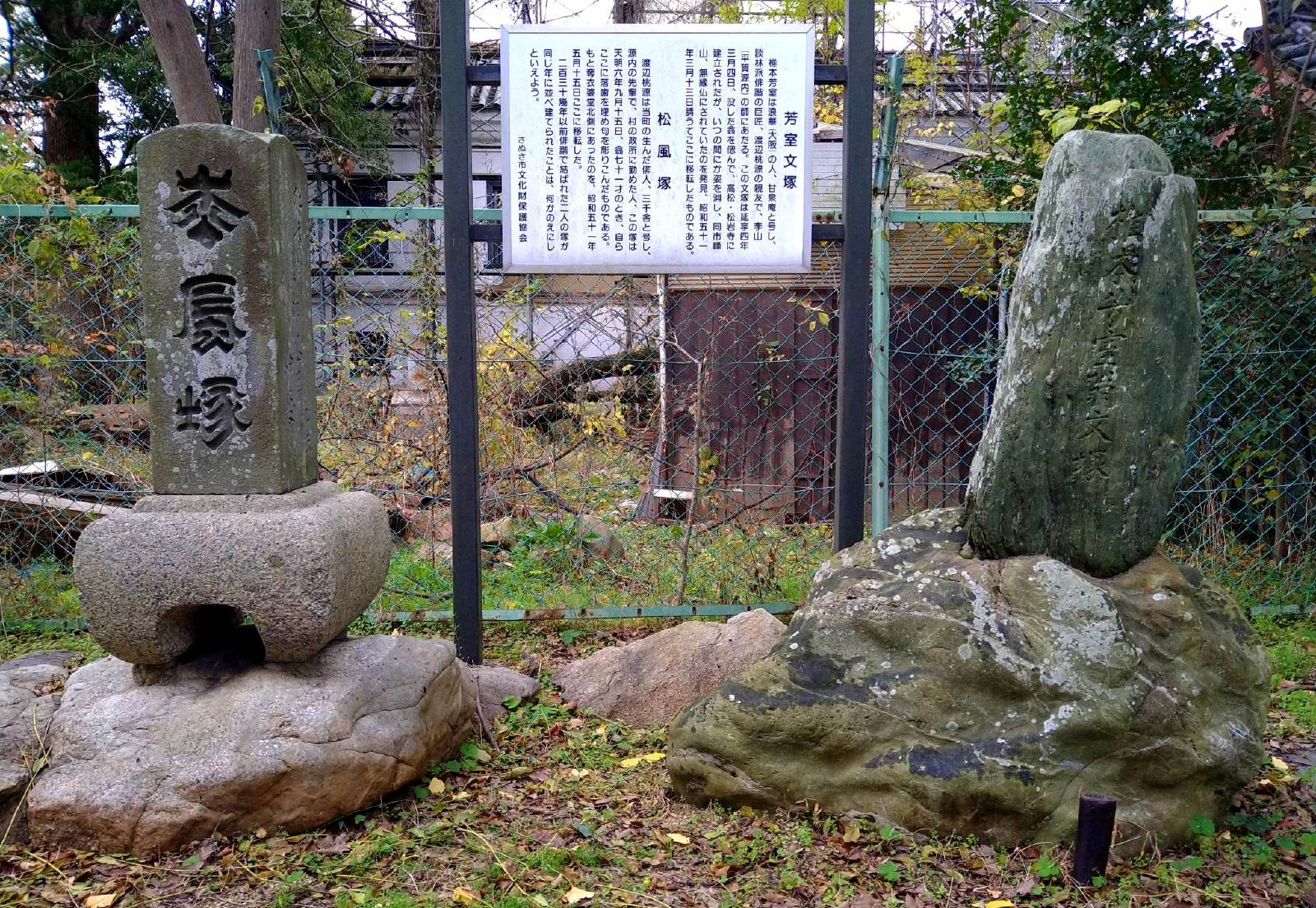
二人の俳人の塚
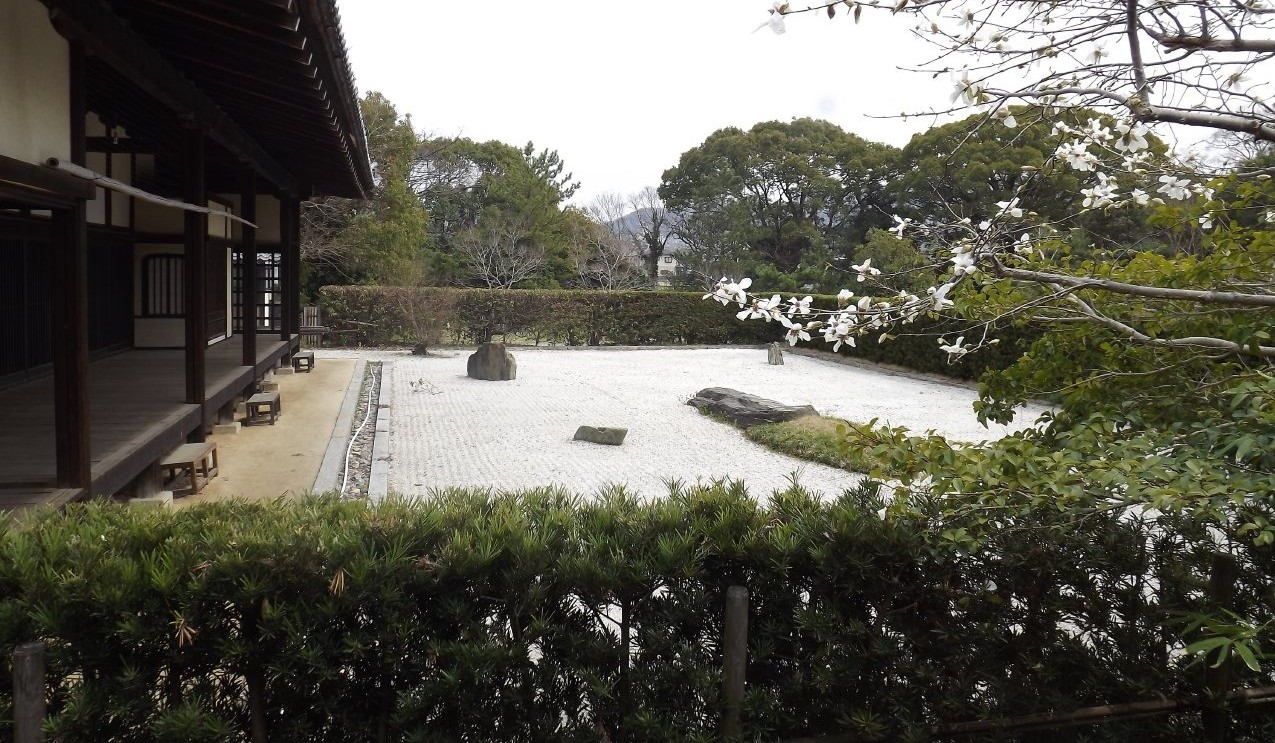
無染庭
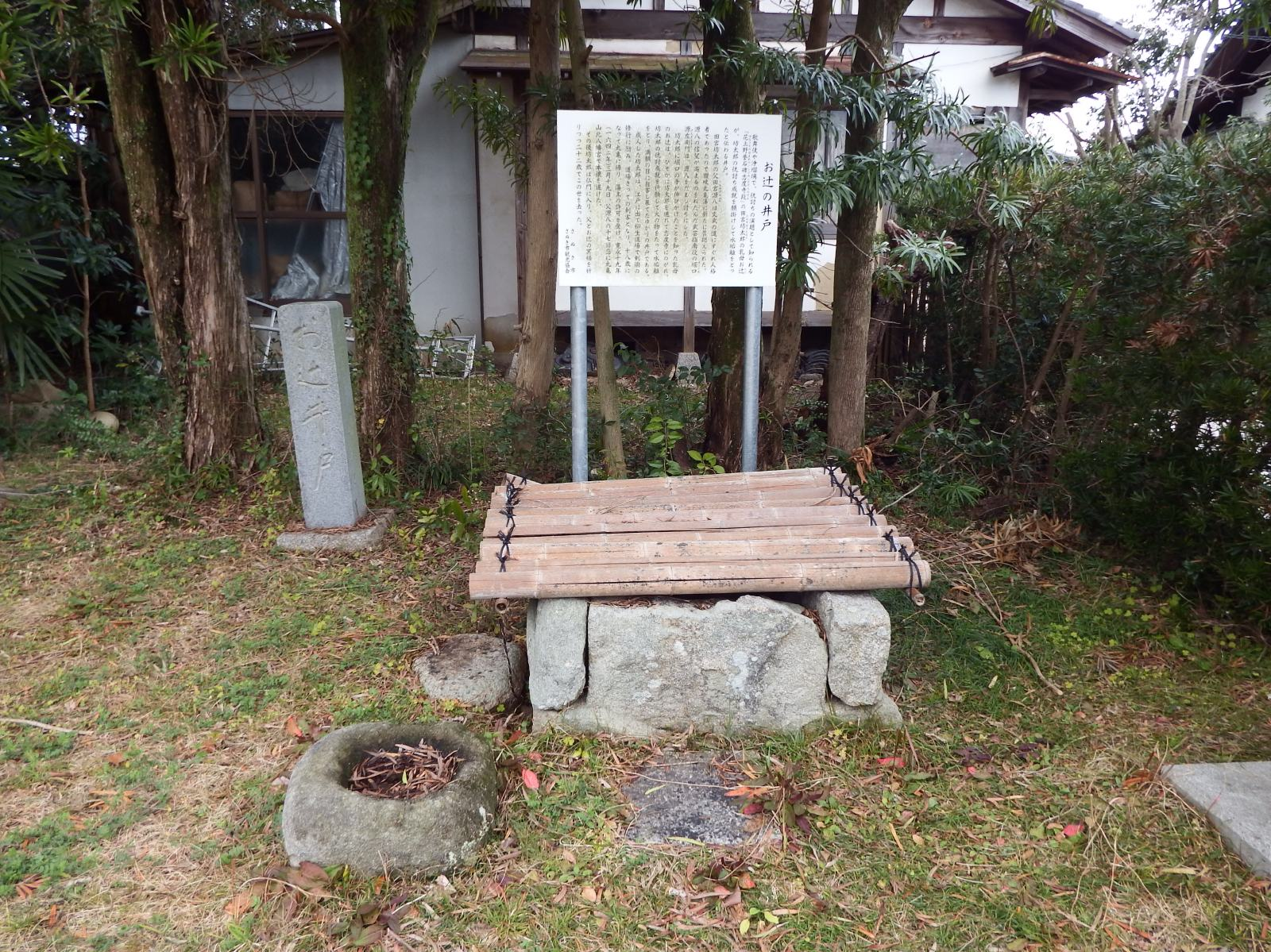
お辻の井戸
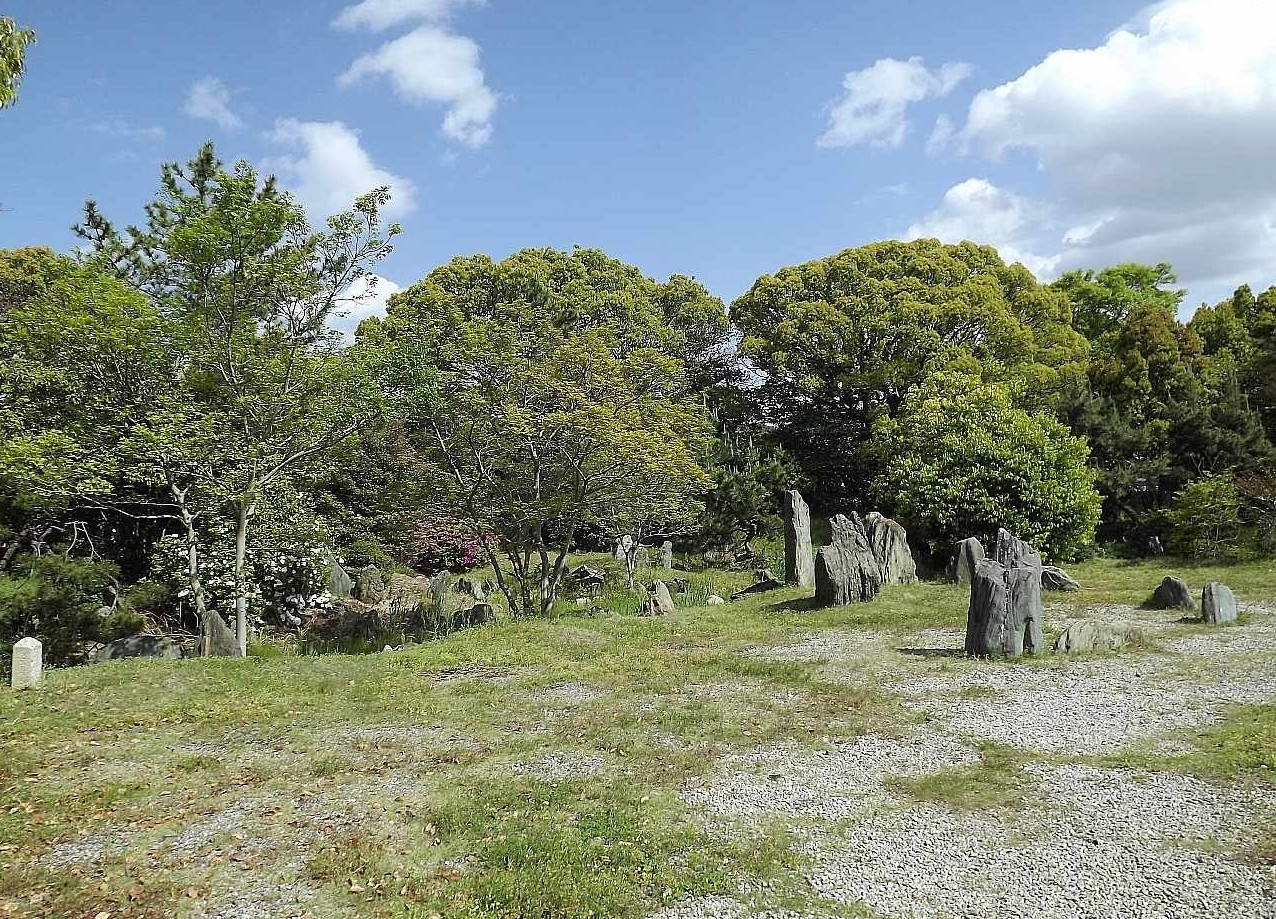
曲水式庭園

＜北西の駐車場方向＞
- 生駒親正の墓所[7] -  境内の北側の墓地の中にあり、海女の墓を囲む柵の右側に沿って奥。
- 海女の墓 - 「海女の玉取り」伝説：藤原不比等は唐より授かった「面向不背の珠」[注釈 2]という宝珠を沖で龍神に奪われた。これを取り戻すためこの地の海女に後に藤原房前となる子を産ませる。その海女は龍神の棲む龍宮へ向かい我が子と引き換えに宝珠を取り戻して亡くなる。不比等は薗子尼が建てた堂の傍らに海女の墓を造り弔った。その後、大人になった藤原房前は当地に訪れ母の供養のために千基の石塔を建立したと伝えられる。その残った一部の20基余が海女の墓といわれてる。
- 句碑 - 高浜年尾「盆に来て海女をとむらふ心あり」が海女の墓び前にある、
- 弁財天堂（祠） - 境内の北西端にある。

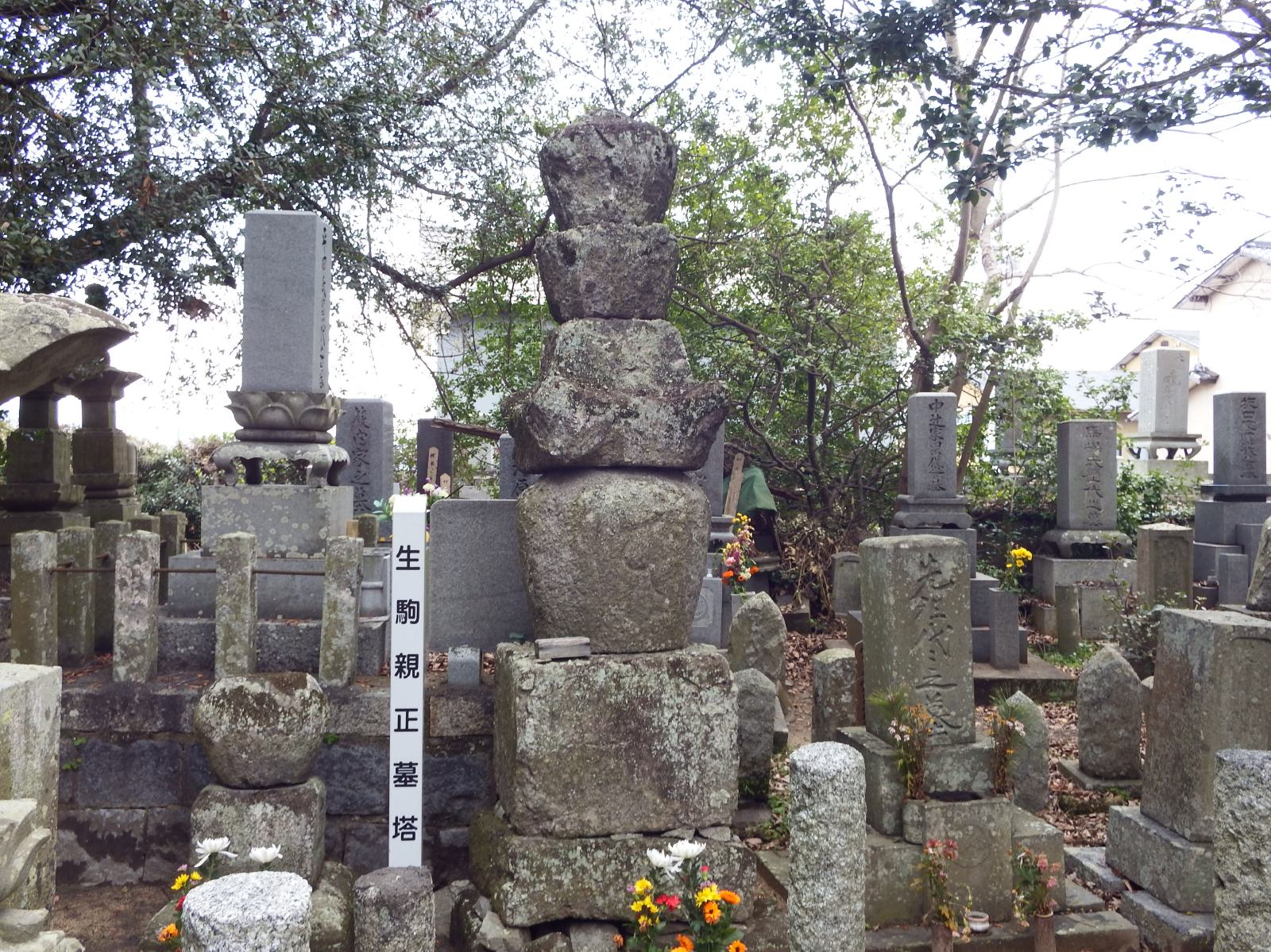
生駒親正の墓所
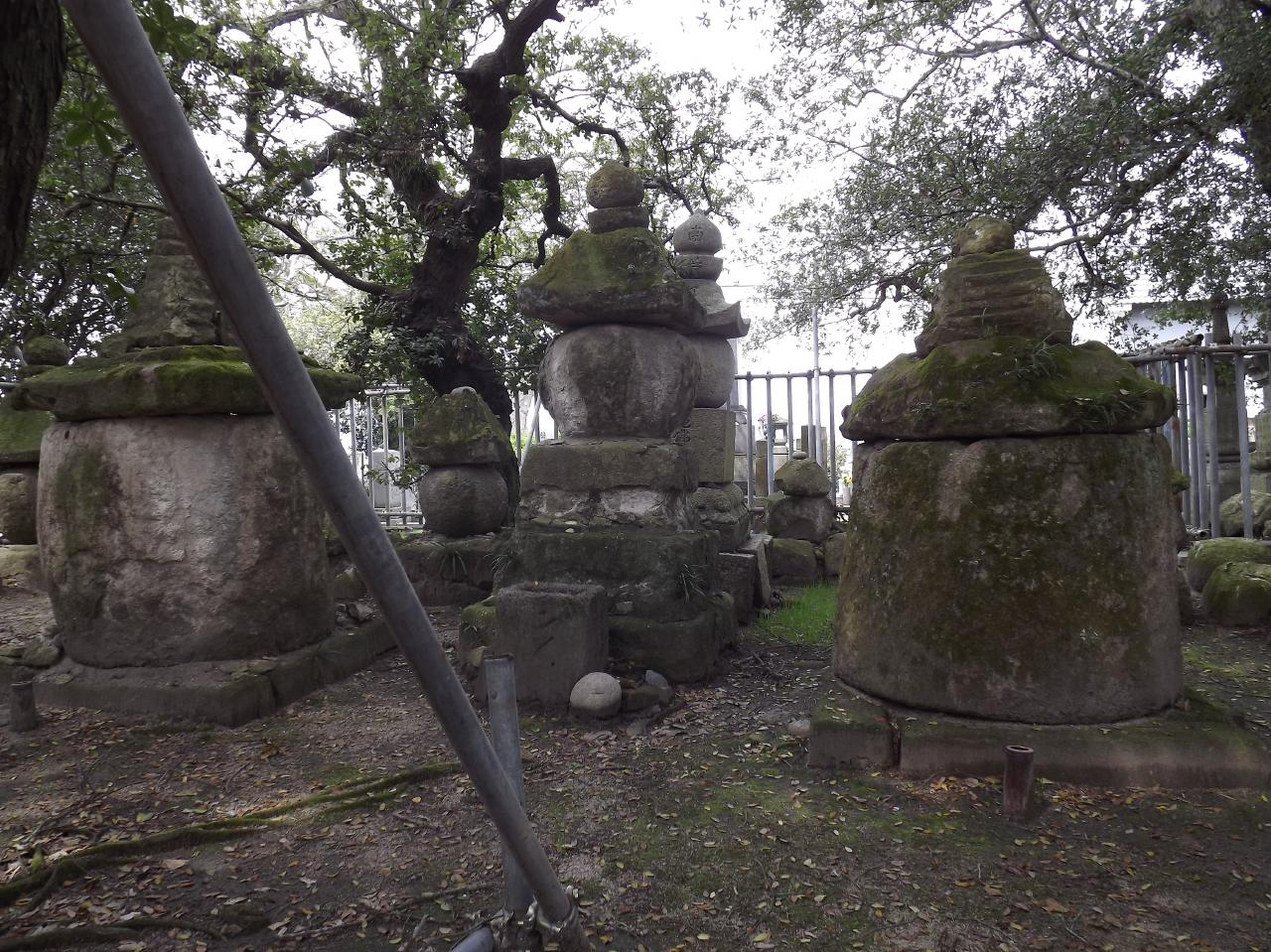
海女の墓
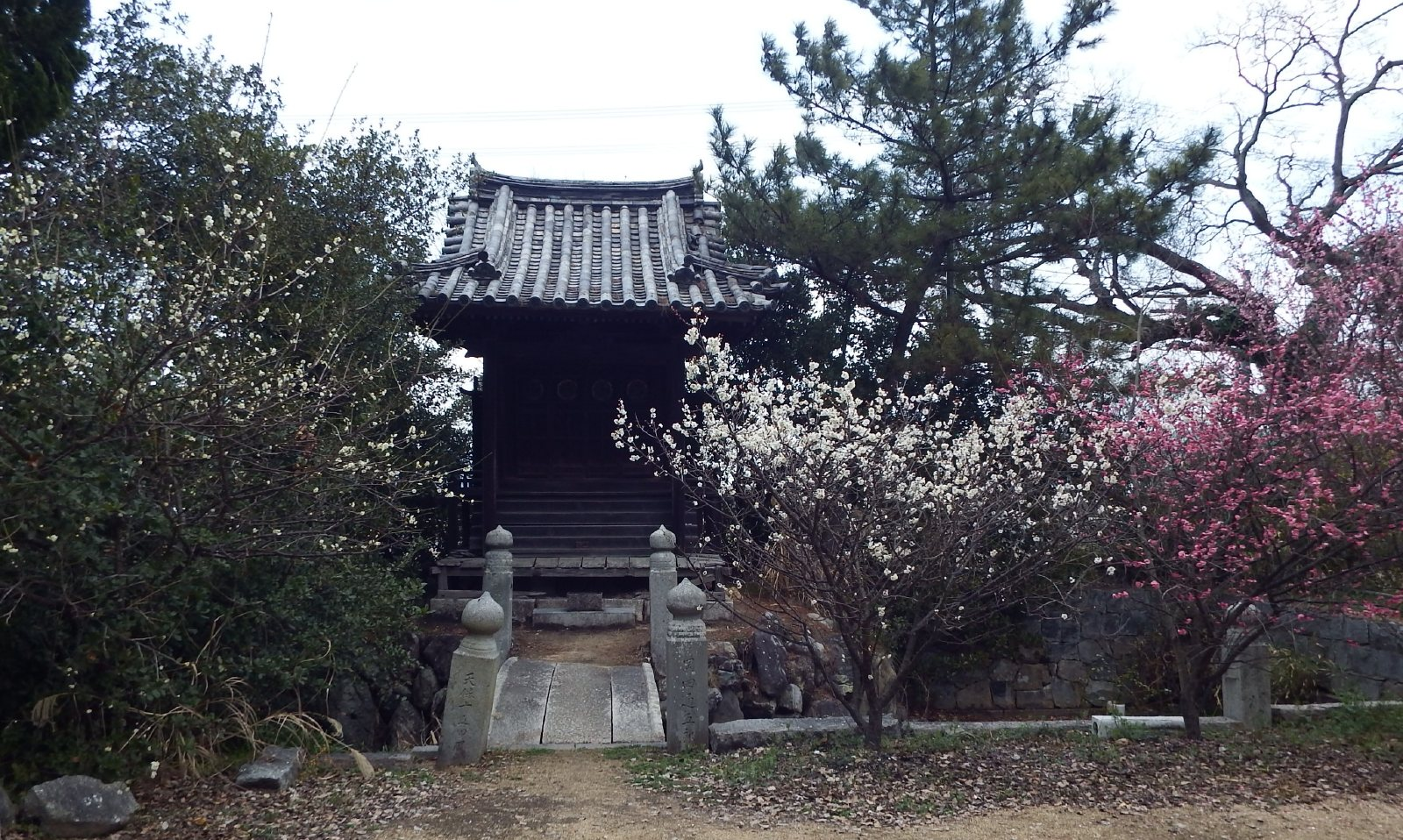
弁財天堂
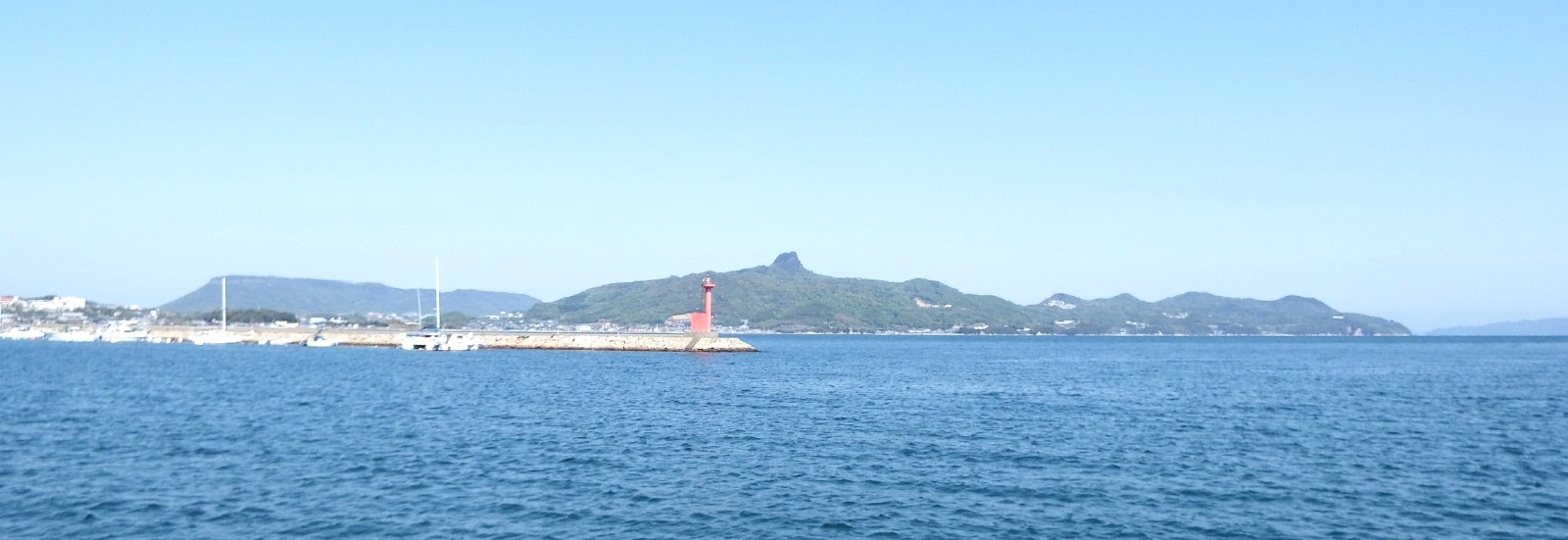
当寺の北側から臨む

- 宿坊 - なし
- 駐車場 - 仁王門の直前を右へ入った納経所の前は普通車までで、境内の海側にバスも可能な駐車場が2ケ所にあり、いずれも無料[7]。

## 年中行事

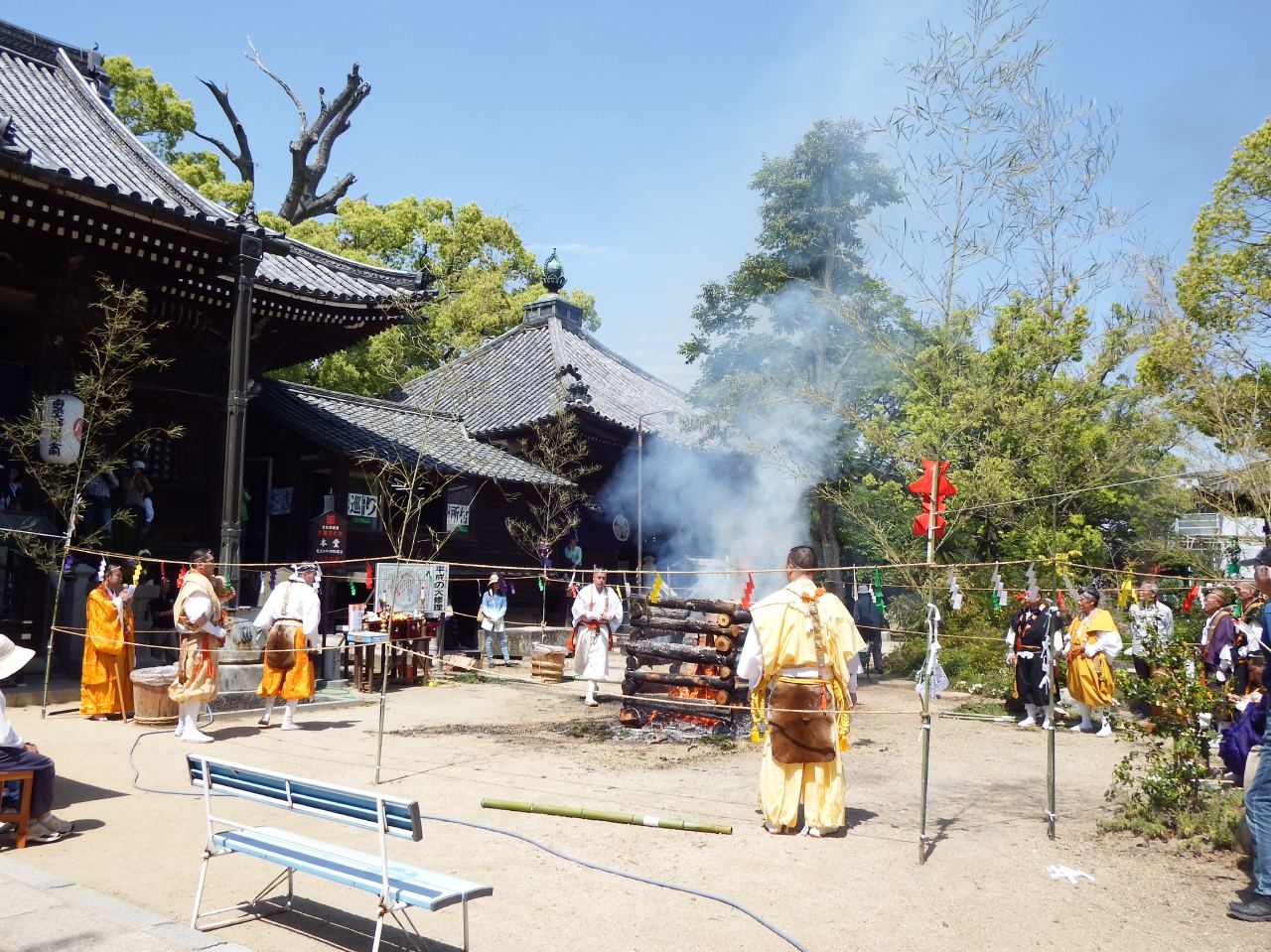
志度寺の柴燈護摩

- 藤原房前忌　04月17日[7]
- 柴燈大護摩　05月13日[7] - 護摩法要を屋外の本堂前で執行する柴燈護摩
- 凡園子忌　06月16日[7][10]
- 志度寺の十六度市　07月16日[7] - 海女の命日（旧暦6月16日）にあわせ、境内に市が立っていた（現在は中止）0[7]。また年に1度、本尊十一面観音の御開帳を行う[注釈 3]。
- 藤原不比等忌　08月03日[7]
- 永代土砂加持法要　12月10日[7][注釈 4]

## 文化財
国の史跡
- 讃岐遍路道 志度寺境内：本堂や仁王門、大師堂、海女の墓五輪塔群などに、歴代住職墓も加えた約2 ha、2022年11月10日追加指定[16][17]

重要文化財
- 本堂（附 棟札2枚） - 1670年（寛文10年）建立。初代藩主松平頼重の寄進。桁行七間、梁間五間、入母屋造。1983年（昭和58年）6月2日指定[18]。
- 仁王門 - 本堂と同様の年代と寄進。三間一戸の八脚門。 1983年（昭和58年）6月2日指定[19]。
- 木造十一面観音立像および両脇侍（不動明王立像・毘沙門天）立像 - 1901年（明治34年）3月27日指定[20]。
（十一面147.0 cm榧の一木造り彩色・藤原時代、不動78.2 cm、毘沙門79.4 cm） 絹本著色十一面観音像 - 鎌倉時代（13世紀）作。202.5 cm×85.8 cm。1901年（明治34年）3月27日指定[21]。
- 絹本著色志度寺縁起 6幅（附:紙本墨書志度寺縁起等付属文書9巻）[11][12][13][14][14] - 鎌倉末期から室町初期作、120 cm×170 cmが6幅の大作。1901年（明治34年）3月27日指定、附の文書は昭和39年1月28日追加指定[22]。2015～2017年度（平成27～29年度）国・県・市の補助による解体修理を実施[23]。

県指定有形文化財
- 閻魔堂 - 1984年（昭和59年）8月14日指定[24]。
- 奪衣婆堂 - 1984年（昭和59年）8月14日指定[24]。
- 木造如来形坐像（五重塔内） - 像高101 cm、欅材の一木造、漆箔。寺伝では胎蔵大日如来であるが、通常の大日如来像と異なり装身具をつけていない。1969年（昭和44年）3月28日指定[25]。
- 木造金剛力士立像（仁王門内） - 1969年（昭和44年）3月28日指定[25]。

さぬき市指定有形文化財
- 絹本著色十一面観音立像 - 1986年（昭和61年）2月27日指定。[26]

さぬき市指定史跡
- 生駒親正墓塔 - 1991年（平成3年）3月6日指定。[26]
- 海女の墓五輪塔群 - 1990年（平成2年）12月26日指定。[26]

## 塔頭寺院

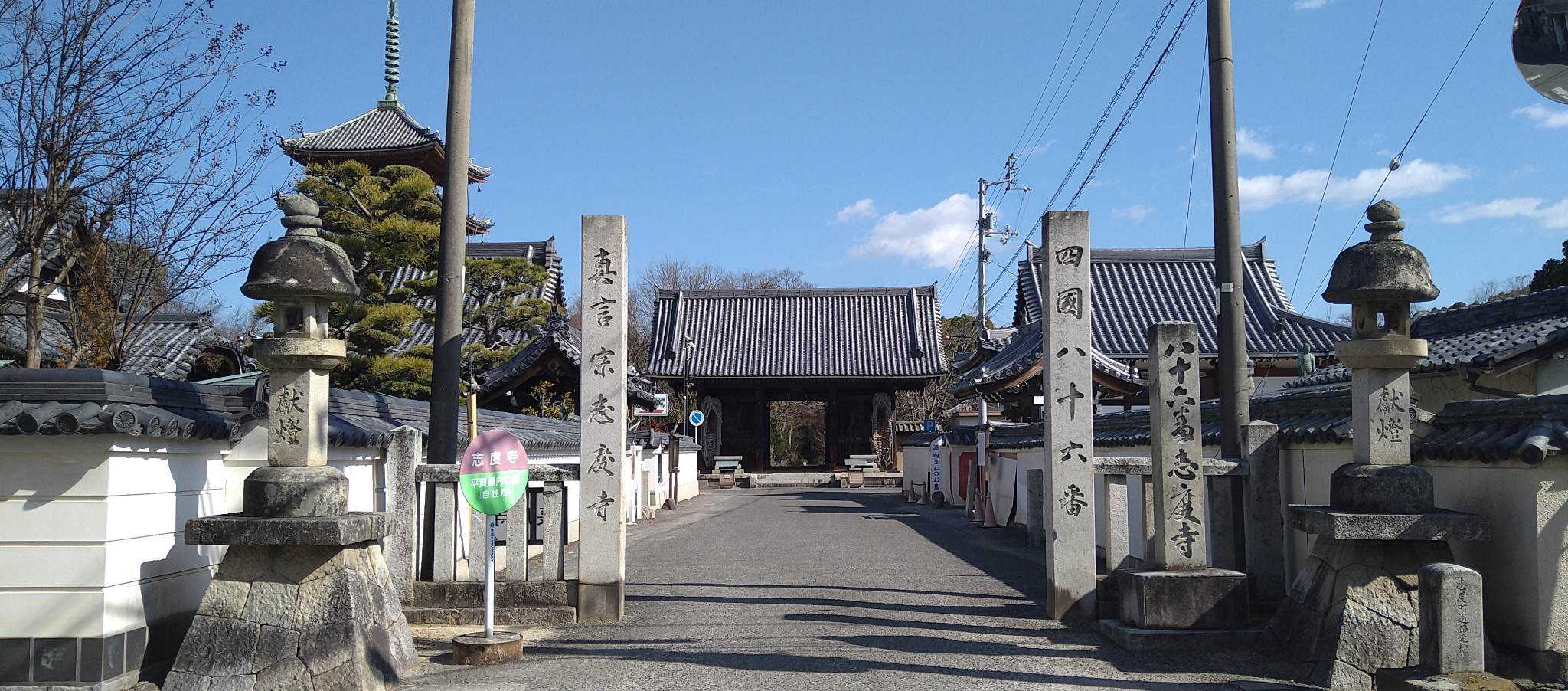
圓通寺は左、右は自性院で、正面が志度寺仁王門。右端に志度町道路元標

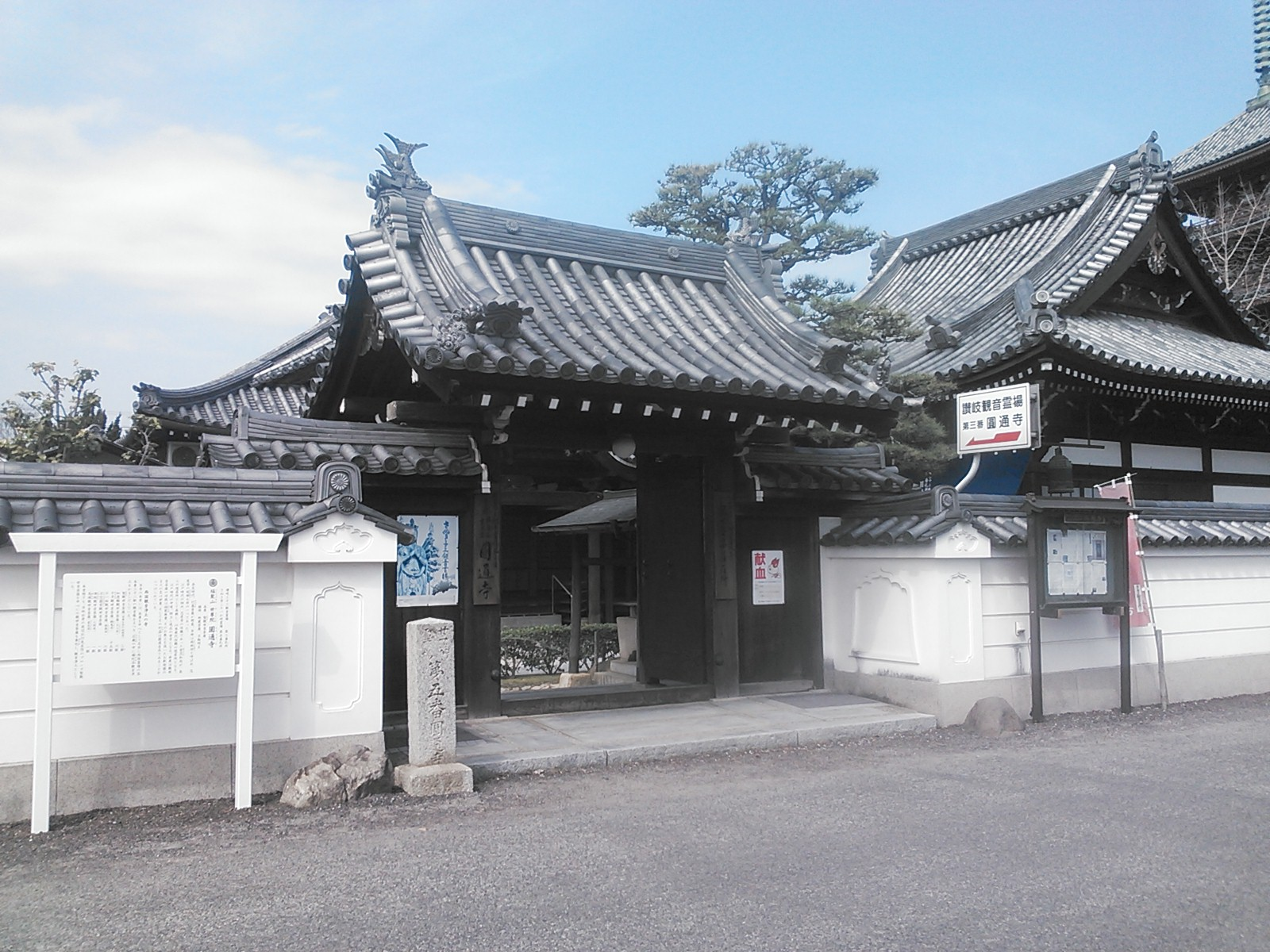
世尊院圓通寺
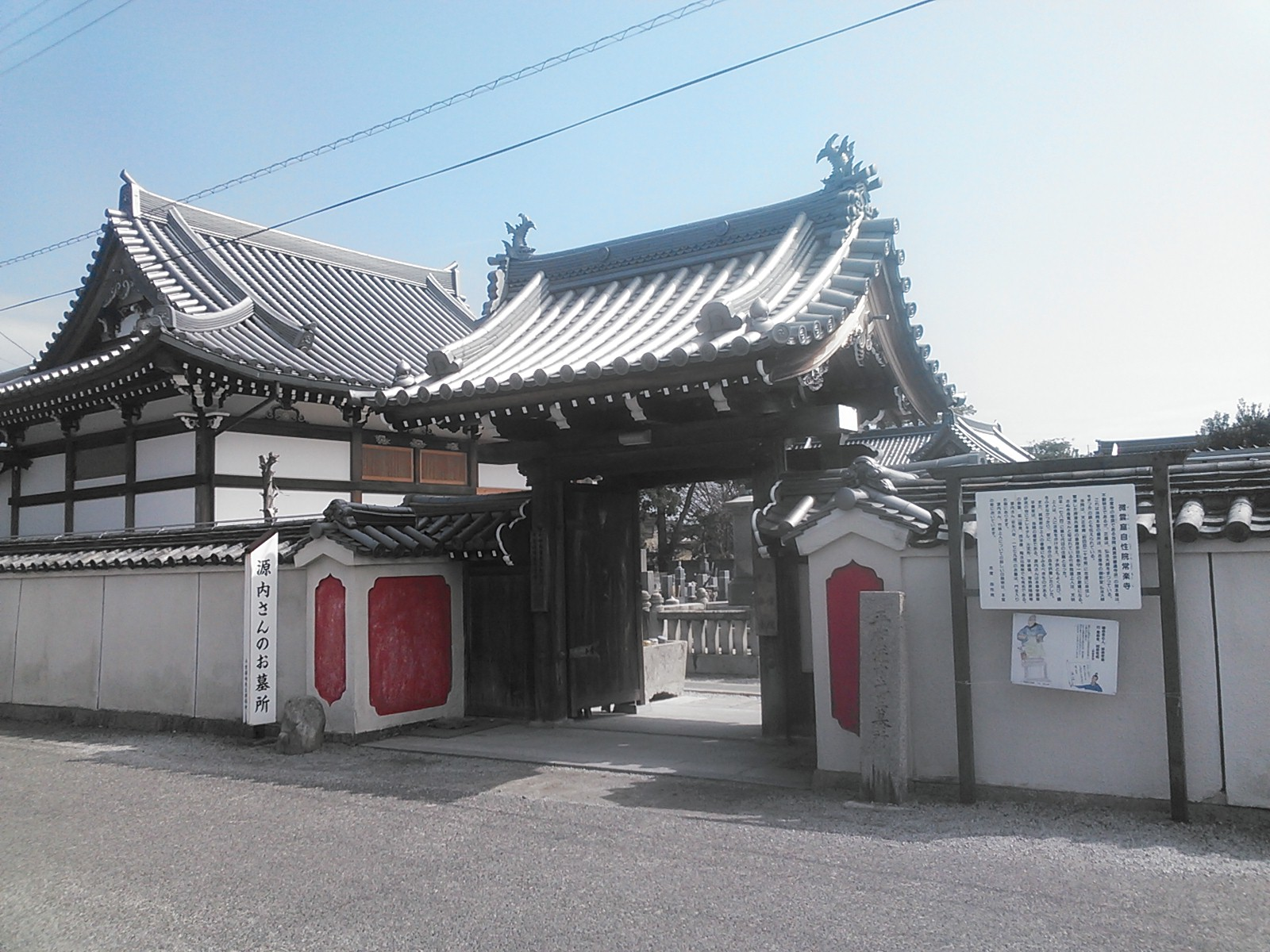
自性院常楽寺
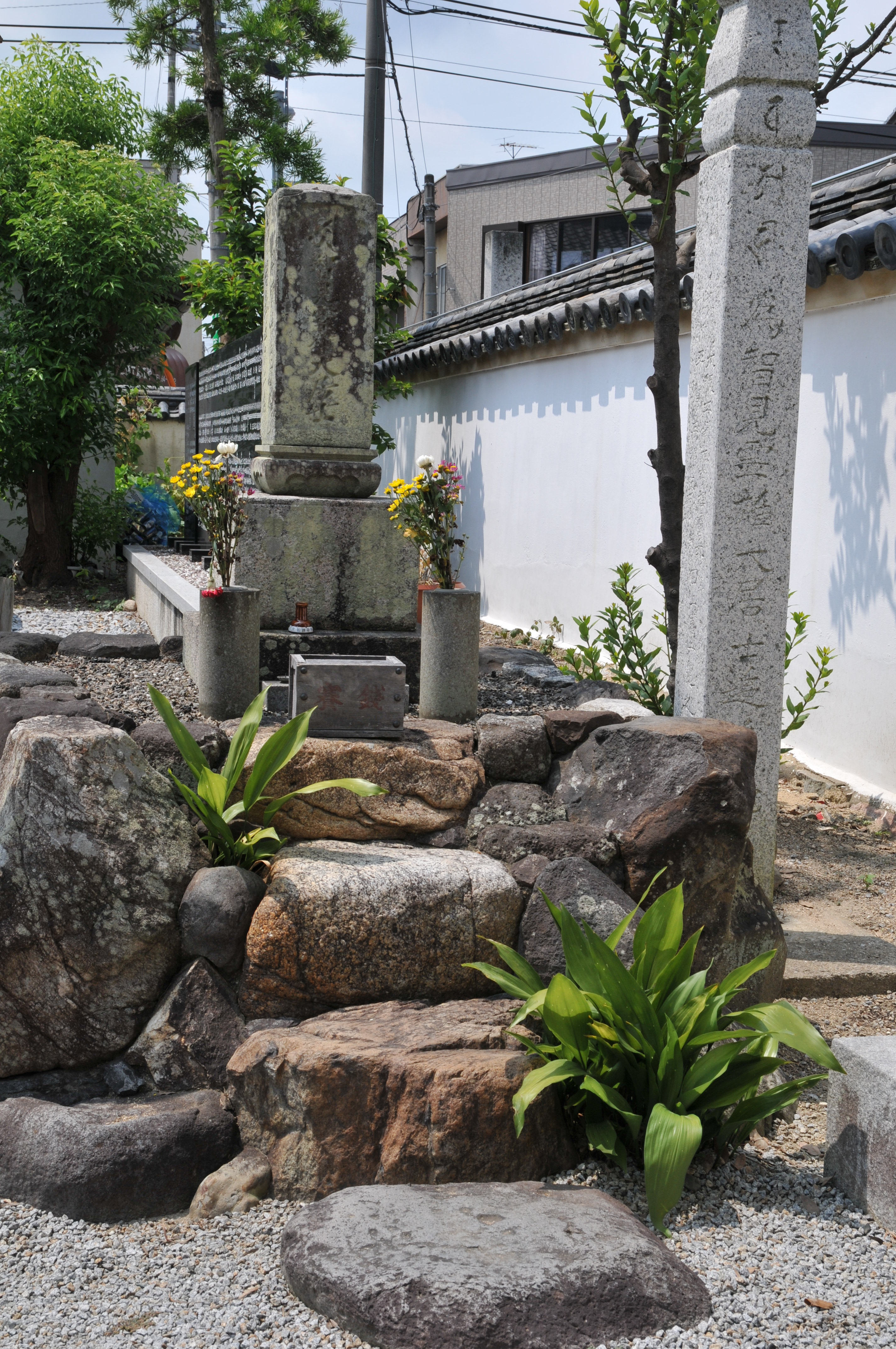
平賀源内墓（自性院内）
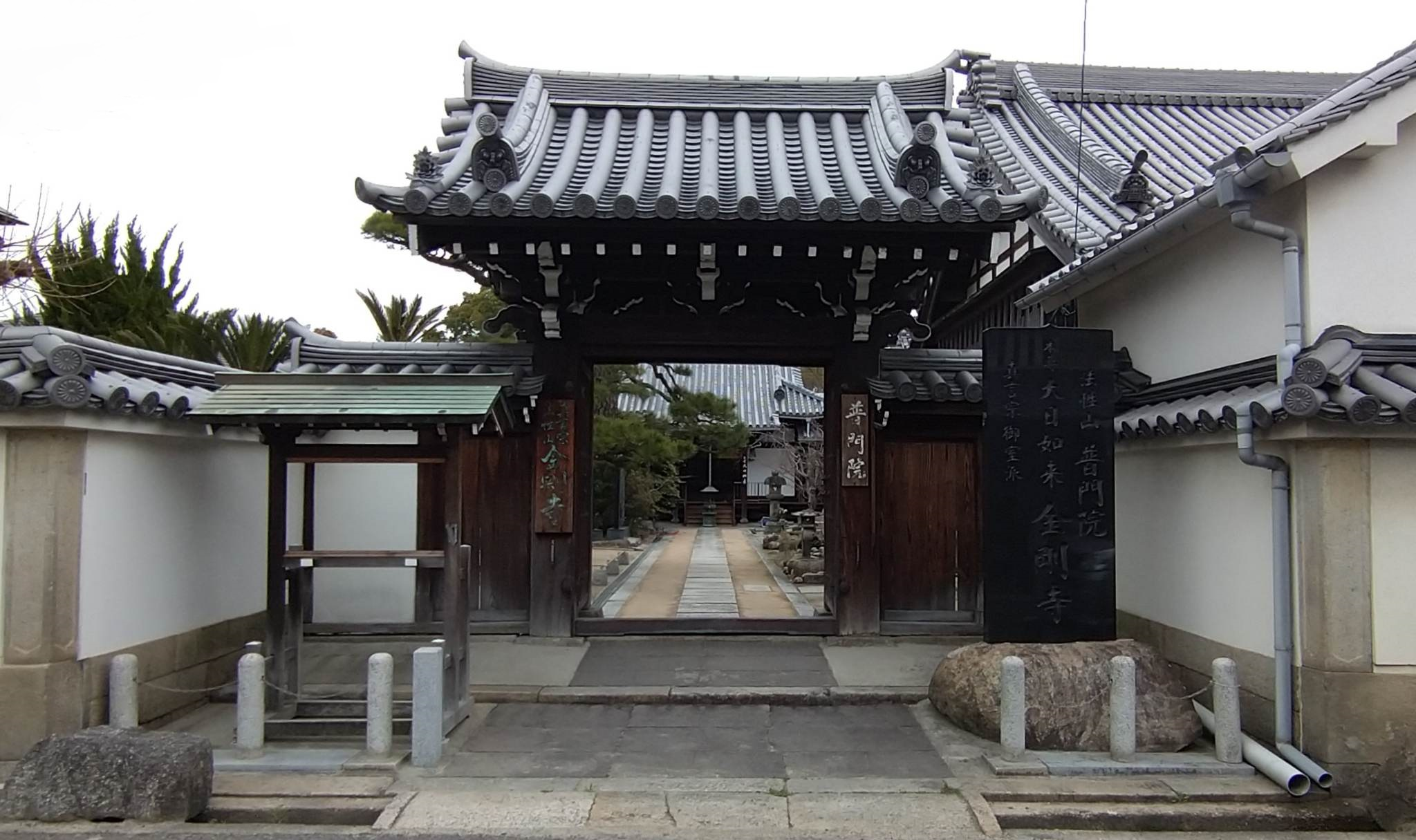
法性山普門院金剛寺

上述した志度寺の僧坊を起源に持ち、後に塔頭として独立した寺院が３つある。志度寺西側の隣接敷地（志度寺の旧敷地）内にあることから、広義における志度寺として、これらを含む場合がある。
圓通寺（えんつうじ）
正式には「福聚山世尊院圓通寺」、宗派は志度寺と同じ真言宗善通寺派、本尊は観世音菩薩。さぬき市二十一ヶ所霊場第5番札所、讃岐三十三観音霊場第3番札所。志度寺石門より入って左側にある。御詠歌は「まいりてぞ 願いをかけよ圓通寺 佛の誓い あらたなりせば」。
奈良時代頃に行基によって志度寺僧坊「西林坊」として開基されたと伝わる。江戸時代の初めに志度寺の住職を務めた宥忍和尚が住職の座を次代に譲った折、のちに隠棲する際、西林坊を居とした事で寺院として独立。江戸時代の初中期、特に宝永に至るまでには、現在の寺号を持つようになったとされる。本堂には西国三十三所の本尊の写し仏が奉納されている。
自性院（じしょういん）
正式には「微雲窟自性院常楽寺」、宗派は志度寺と同じ真言宗善通寺派、本尊は不動明王。新四国曼荼羅霊場第10番札所（9番 玉泉寺・11番 田村神社）。志度寺石門より入って右側にある。本寺の元・御影堂（大師堂）跡地で、天正年間に摂津兵庫の豪族である多田和泉守によって復建され同時に塔頭として独立開基されたと伝わる。塔頭時代の名残から院号である自性院を通名とされている。
讃岐(白石)平賀家の菩提寺であり、平賀源内の墓がある。ただし源内が実際に葬られている墓は東京都板橋区にある総泉寺の橋場墓地（台東区）であるとされ、この墓は平賀家および地元の人間が源内を悼み弔うための参り墓とされている。(ただし分骨等による分祀墓であるなど諸説アリ)
2010年1月9日早朝、失火により本堂と客殿が全焼失した。これらは後に再建されている。
中国西安市の青龍寺を「四国零番札所」と名付けた蓮生善隆(1915年(大正4年) – 2005年(平成17年)、1977年期真言宗長者・真言宗善通寺派第3代管長・もと四国霊場会会長)の自坊であった(のちに與田寺へ転ずる)。また2012年に真言宗長者を務めた真言宗善通寺派第5代管長である樫原禅澄(1940年(昭和15年)～ )の出生坊であり、同氏が善通寺派管長を退いた(2018年(平成30年)3月)後に帰郷して住職へと就いた自坊でもある。
普門院（ふもんいん）
正式には「法性山普門院金剛寺」、宗派は志度寺とは異なる真言宗御室派、本尊は大日如来。自性院の南に隣接し、山門は石門内には存在せず、志度寺石門から市道を50 m南下した位置にある。宗派が本寺と違うため塔頭扱いをされず、広義の志度寺においても含まれない場合がある。
奈良時代頃に行基によって志度寺末院「華厳坊」として開基されたと伝わる。また、イサム・ノグチゆかりの寺として知られ、屋内には「AKARIシリーズ」が数作置かれている。
- 世尊院圓通寺
- 自性院常楽寺
- 平賀源内墓（自性院内）
- 法性山普門院金剛寺

## 交通アクセス
鉄道
- 四国旅客鉄道（JR四国） 高徳線 – 志度駅 (0.7 km)
- 琴電（ことでん） 志度線 – 琴電志度駅 (0.6 km)

バス
さぬき市コミュニティバス 「市役所前」下車 (0.7 km)
道路
- 一般道：国道11号 志度 (0.4 km)
- 自動車道：高松自動車道（高松東道路） 志度IC (2.3 km)

## 奥の院
地蔵寺
本尊は文殊菩薩で、志度寺を開いた薗子尼の屋敷跡に建つという。
- 所在地：香川県さぬき市志度字江ノ口545番地 （地蔵寺）

## 前後の札所
四国八十八箇所
85 八栗寺 --(6.5 km)--  86 志度寺 --(7.0 km)-- 87 長尾寺

### 前後の札所 (塔頭)
新四国曼荼羅霊場
9 玉泉寺 --(4.1 km)-- 10 自称院 --(18.0 km)-- 11 田村神社
さぬき三十三観音霊場
2 洲崎寺 --(6.5 km)-- 3 圓通寺 --(6.0 km)-- 4 長福寺